# Елізабет-Сіті (Північна Кароліна)
Елізабет-Сіті (англ. Elizabeth City) — місто (англ. city) в США, в округах Пасквотенк і Кемден штату Північна Кароліна. Населення — 18 631 особа (2020).

## Географія
Елізабет-Сіті розташований за координатами 36°17′38″ пн. ш. 76°14′8″ зх. д. / 36.29389° пн. ш. 76.23556° зх. д. (36.293994, -76.235425).  За даними Бюро перепису населення США в 2010 році місто мало площу 31,73 км², з яких 30,11 км² — суходіл та 1,62 км² — водойми.

### Клімат
| Клімат : Елізабет-Сіті | Клімат : Елізабет-Сіті | Клімат : Елізабет-Сіті | Клімат : Елізабет-Сіті | Клімат : Елізабет-Сіті | Клімат : Елізабет-Сіті | Клімат : Елізабет-Сіті | Клімат : Елізабет-Сіті | Клімат : Елізабет-Сіті | Клімат : Елізабет-Сіті | Клімат : Елізабет-Сіті | Клімат : Елізабет-Сіті | Клімат : Елізабет-Сіті | Клімат : Елізабет-Сіті |
| Показник               | Січ.                   | Лют.                   | Бер.                   | Квіт.                  | Трав.                  | Черв.                  | Лип.                   | Серп.                  | Вер.                   | Жовт.                  | Лист.                  | Груд.                  | Рік                    |
| Середній максимум, °C  | 10,5                   | 12,2                   | 15,9                   | 20,8                   | 24,9                   | 29,3                   | 30,8                   | 30,3                   | 27,3                   | 22,5                   | 17,8                   | 12,3                   | 21,2                   |
| Середній мінімум, °C   | −0,1                   | 1,3                    | 4,2                    | 8,8                    | 13,7                   | 18,9                   | 21,1                   | 20,4                   | 17,3                   | 11,3                   | 5,7                    | 1,4                    | 10,3                   |
| Норма опадів, мм       | 65                     | 69                     | 89                     | 74                     | 102                    | 125                    | 126                    | 147                    | 116                    | 75                     | 77                     | 79                     | 1144                   |
| Днів з опадами         | 8,6                    | 8,9                    | 9,7                    | 9,1                    | 10,8                   | 10,1                   | 11,8                   | 10,8                   | 9,1                    | 7,7                    | 7,9                    | 9,5                    | 114,2                  |
| Днів зі снігом         | 0,7                    | 0,3                    | 0,2                    | 0                      | 0                      | 0                      | 0                      | 0                      | 0                      | 0                      | 0,1                    | 0,2                    | 1,5                    |
| ---------------------- | ---------------------- | ---------------------- | ---------------------- | ---------------------- | ---------------------- | ---------------------- | ---------------------- | ---------------------- | ---------------------- | ---------------------- | ---------------------- | ---------------------- | ---------------------- |
| Джерело: NOAA          |                        |                        |                        |                        |                        |                        |                        |                        |                        |                        |                        |                        |                        |

## Демографія
Згідно з переписом 2010 року, у місті мешкали 18 683 особи в 6982 домогосподарствах у складі 4286 родин. Густота населення становила 589 осіб/км².  Було 8167 помешкань (257/км²).
Расовий склад населення:
| - 54,0 % — чорних або афроамериканців - 39,5 % — білих - 1,2 % — азіатів - 0,4 % — корінних американців - 0,1 % — вихідців з тихоокеанських островів - 2,5 % — осіб інших рас |

До двох чи більше рас належало 2,3 %. Частка іспаномовних становила 5,0 % від усіх жителів.
За віковим діапазоном населення розподілялося таким чином: 22,4 % — особи молодші 18 років, 63,7 % — особи у віці 18—64 років, 13,9 % — особи у віці 65 років та старші. Медіана віку мешканця становила 31,3 року. На 100 осіб жіночої статі у місті припадало 84,5 чоловіків;  на 100 жінок у віці від 18 років та старших — 80,0 чоловіків також старших 18 років.
Середній дохід на одне домашнє господарство  становив 43 591 долар США (медіана — 30 803), а середній дохід на одну сім'ю — 51 390 доларів (медіана — 40 176). Медіана доходів становила 32 300 доларів для чоловіків та 29 738 доларів для жінок. За межею бідності перебувало 29,8 % осіб, у тому числі 46,0 % дітей у віці до 18 років та 19,2 % осіб у віці 65 років та старших.
Цивільне працевлаштоване населення становило 6918 осіб. Основні галузі зайнятості: освіта, охорона здоров'я та соціальна допомога — 28,7 %, роздрібна торгівля — 15,3 %, мистецтво, розваги та відпочинок — 11,7 %, науковці, спеціалісти, менеджери — 9,5 %.